# Eduard Gombár
Eduard Gombár (14. října 1952 Hranice – 5. ledna 2025 Praha) byl přední český arabista, historik, islamolog a diplomat, specializující se na moderní a soudobé dějiny islámských zemí, arabský nacionalismus, kmeny a klany na Blízkém východě, dějiny islamologie a diplomacie.

## Biografie
V letech 1972–1977 vystudoval historii, filosofii a arabistiku na Filozofické fakultě Univerzity Karlovy. Ve své diplomové a rigorózní práci se věnoval soudobým dějinám Sýrie. Od roku 1977 působil jako pedagog na Ústavu Blízkého východu a Afriky FF UK, kde o rok později získal titul PhDr. Roku 1981 se stal kandidátem historických věd (CSc.). Docentem obecných dějin se stal roku 1988. Od roku 2001 zároveň přednáší na Vysoké škole finanční a správní v Praze. Profesorem mezinárodních politických vztahů na Vysoké škole ekonomické v Praze se stal v roce 2008.
Mimo akademickou půdu působil v diplomacii a obchodě. V letech 1991–1993 sloužil jako obchodní atašé na zastupitelských úřadech v Tripolisu a Damašku. V letech 1993–1997 byl externí poradce Ministerstva financí ČR a od roku 2002 externí poradce Ministerstva průmyslu a obchodu ČR. Od roku 2014 byl externí poradce ministra zahraničních věcí ČR. Mezi lety 1994–99 zastával funkci viceprezidenta Česko-arabské obchodní komory. Byl místopředsedou Společnosti česko-arabské.
Od roku 1981 byl evidován jako spolupracovník 1. správy SNB (zahraniční rozvědka) pod krycím jménem „Gobi“. Jeho složka byla předána k archivaci roku 1988.

## Publikační činnost
Monografie
- GOMBÁR, Eduard. Revolučně demokratické strany na Blízkém východě. Praha : Univerzita Karlova, 1986.
- GOMBÁR, Eduard. Úvod do dějin islámských zemí. Praha : Najáda, 1994.
- GOMBÁR, Eduard. Moderní dějiny islámských zemí. Praha : Nakladatelství Karolinum, 1999.
- GOMBÁR, Eduard. Dramatický půlměsíc. Sýrie, Libye a Írán v procesu transformace. Praha : Nakladatelství Karolinum, 2001.
- GOMBÁR, Eduard. Kmeny a klany v arabské politice. Praha : Nakladatelství Karolinum, 2004.
- GOMBÁR, Eduard. Kmeny a klany v arabském Maghribu. Praha : Nakladatelství Karolinum, 2007.
- GOMBÁR, E., BAREŠ, L., VESELÝ, R.: Dějiny Egypta. Praha : Nakladatelství LN, 2009.
- GOMBÁR, E., PECHA, L.: Dějiny Iráku. Praha : Nakladatelství LN, 2013.
- GOMBÁR, Eduard. Dějiny Libye. Praha : Nakladatelství LN, 2015.